# Jacques-François Mouret
Jacques François Mouret est un joueur d'échecs français né le 22 août 1780 à Paris et mort le 9 mai 1837 dans l'ancien 1er arrondissement de Paris. Il jouait au café de la Régence et fut un des promoteurs de la défense française au XIXe siècle. Lors de la rencontre par correspondance Paris-Londres, l'équipe française joua cette défense sur les conseils de Mouret. Il fut un des joueurs qui manipulèrent le turc mécanique en 1819-1820.
Mouret était un petit-neveu de Philidor et apprit à jouer au café de la Régence. Il fut un des maîtres de La Bourdonnais et enseigna les échecs aux enfants du roi Louis-Philippe Ier. En 1835, il battit Pierre de Saint-Amant 3 à 2.